# Parapareza
Parapareza – niedowład (poprzeczny) obu kończyn dolnych o charakterze spastycznym lub wiotkim. Spowodowany jest najczęściej uszkodzeniem rdzenia kręgowego.